# Montbau (métro de Barcelone)
Montbau est une station de la ligne 3 du métro de Barcelone, en Espagne.

## Situation sur le réseau
Sur la ligne 3, la station est située entre Vall d'Hebron, en direction de Zona Universitària et Mundet, en direction de Trinitat Nova.
Elle possède deux voies et deux quais latéraux.

## Histoire
La station de la ligne 3 ouvre au public en 1985, à l'occasion de l'entrée en service d'un tronçon reliant Lesseps à Montbau. Elle en constitue alors un terminus, ce qui dure jusqu'en 2001 et l'ouverture d'une extension jusque Canyelles.